# Melvyn Grant
Melvyn Grant (ur. 1944) – angielski artysta-ilustrator, klasycznie wykształcony początkowo używał wyłącznie farb olejnych, aby pod koniec lat 90. XX wieku korzystać w szerszym zakresie z techniki cyfrowej, zwłaszcza możliwości Adobe Photoshop i Corel Painter. Obecnie Grant mieszka i pracuje na malowniczym wybrzeżu Southeast w Anglii, jego prace zdobyły międzynarodowy rozgłos.

## Kariera
Urodził się w Londynie. Zawsze interesował się sztuką ilustracyjną, w młodości uczęszczał do Brassey School of Fine. Studiował elektronikę oraz imał się wielu prac dorywczych (był nawet gitarzystą). Grant wyjeżdżał do wielu państw Europy w celu doskonalenia warsztatu artystycznego. Po powrocie do ojczyzny pracował jako ilustrator dla rozmaitych mediów, zajmował się również animacją. Projektował okładki licznych książek, głównie autorów reprezentujących nurt Fantasy, bądź Science-fiction. Wśród prac Granta znajdują się zarówno ilustracje przedstawiające urocze dzieci, jak i mroczne, pełne mistycznej aury portrety osób dorosłych.

## Znane prace
Spośród ilustracji książkowych autorstwa Granta na wyróżnienie zasługują m.in. „FF 3: Deathtrap Dungeon, FF9: Shamutanti Hills”, „FF 11: Khare Cityport of Traps” oraz „FF13: The Seven Serpents”, seria autorstwa Darrena Shana: „Terry Pratchett”, „Where’s My Cow?”, „The Demonata” oraz „The Bartimaeus Trilogy” (USA) autorstwa Jonathana Strouda. Grant znany jest również ze współpracy z grupą Iron Maiden, dla której stworzył kolejne makabreski z udziałem maskotki imieniem Eddie. Okładki albumowe grupy autorstwa M. Granta to: Fear of the Dark, Virtual XI, Death on the Road, The Final Frontier oraz From Fear to Eternity: The Best of 1990 – 2010, ilustrator zaprojektował również okładkę singla The Reincarnation of Benjamin Breeg. Poza Derekiem Riggsem Grant jest jedynym artystą, którego prace zostały wielokrotnie wykorzystane na potrzeby zespołu.